# (15373) 1996 WV1
1996 دابليو في 1 (ويعرف أيضًا باسم (15373) 1996 دابليو في 1 وفق تسمية الكوكب الصغير) (بالإنجليزية: 1996 WV1)‏ هو كويكب ضمن حزام الكويكبات؛ وترتيبه 15373 من حيث الاكتشاف.
اكتُشف هذا الجُرم الفلكي بواسطة برنامج شميدت للكويكبات في بكين في 20 نوفمبر 1996.

## وصلات خارجية
- (15373) 1996 WV1 في قاعدة بيانات مختبر الدفع النفاث لأجرام النظام الشمسي الصغيرة

- الاكتشاف · مخطط المدار ·  العناصر المدارية · المعلمات المادية

- (15373) 1996 WV1 على موقع ويكي سكاي: DSS2, SDSS, GALEX, IRAS, Hydrogen α, X-Ray, Astrophoto, Sky Map, Articles and images